# Vuelta a España 2024/6. Etappe
Die 6. Etappe der Vuelta a España 2024 fand am 22. August 2024 statt. Sie endete mit der zweiten Bergankunft 79. Austragung des spanischen Etappenrennens, wobei der 728 Meter hohe Schlussanstieg nach Yunquera keine große Schwierigkeit darstellte. Gestartet wurde der 185,5 Kilometer lange Abschnitt in Jerez de la Frontera. Nach der Etappe hatten die Fahrer 930,1 Kilometer absolviert, was 28,17 % der Gesamtdistanz entspricht.
Den Etappensieg sicherte sich der Australier Ben O’Connor (Decathlon AG2R La Mondiale Team) aus der Ausreißergruppe. Er setzte sich zunächst rund 60 Kilometer vor dem Ziel mit einem Gefährten von der Spitzengruppe ab, ehe er die letzten 27 Kilometer als Solist zurücklegte. Im Ziel betrug sein Vorsprung rund viereinhalb Minuten auf den Zweiten Marco Frigo (Israel-Premier Tech), ehe Florian Lipowitz (Red Bull–Bora–Hansgrohe) als Dritter mit einem Rückstand von fünf Minuten und 12 Sekunden über den Zielstrich fuhr. Das Hauptfeld um den gesamtführenden Primož Roglič (Red Bull–Bora–Hansgrohe) wies schlussendlich einen Rückstand von sechs Minuten und 31 Sekunden auf. Neben dem Etappensieg übernahm Ben O’Connor das Rote Trikot und lag nun mit fast fünf Minuten Vorsprung an der Spitze der Gesamtwertung.

## Streckenverlauf
Nach dem offiziellen Start ging es vorbei am Circuito de Jerez nach Jédula, ehe Arcos de la Frontera nach einem ersten kurzen Anstieg erreicht wurde. Nach einer weiteren kleinen Welle, ging es nach El Bosque, wo nach 58,7 Kilometern die Auffahrt auf den Puerto del Boyar (1108 m) erfolgte. Dieser galt als Anstieg der 1. Kategorie und wies auf einer Länge von 14,7 Kilometern eine durchschnittliche Steigung von 5,5 % auf. Nachdem die Bergwertung bei Kilometer 73,4 überquert worden war, folgte eine kurze Abfahrt über Grazalema, ehe ein längeres Plateau bis Montejaque führte. Im Anschluss an eine kurze Abfahrt, begann die Straße in Benaoján erneut zu steigen und führte nach Ronda. Nachdem die Kleinstadt durchfahren worden war, wurde auf der A-366 bei Kilometer 119,5 der einzige Zwischensprint ausgetragen, bei dem auch Zeitbonifikationen vergeben wurden. Zudem stieg die Straße weiter an, bis die Passhöhe des Puerto del Viento (1068 m) erreicht wurde, auf dem bei Kilometer 130,3 eine Bergwertung der 3. Kategorie abgenommen wurde. Nun führte eine längere Abfahrt, mit einer kurzen Gegensteigung nach El Burgo, bevor der Puerto Martínez (735 m) über die MA-5401 erreicht wurde. Hier wurde 25,5 Kilometer vor dem Ziel eine weitere Bergwertung der 3. Kategorie ausgefahren. Über Casarabonela ging es nach Alozaina, wo der Schlussanstieg nach Yunquera erfolgte.
Die Auffahrt nach Yunquera war 8,9 Kilometer lang und wies eine durchschnittliche Steigung von nur 3,9 % auf. Der Steigungsschnitt wurde jedoch von einer kurzen Zwischenabfahrt nach den ersten drei Kilometern und einem kurzen Flachstück gedrückt. Dennoch lagen die Kilometerschnitte meist bei nur 5 %, wobei in der ersten Hälfte maximal 10 % erreicht wurden. Im Ziel wurde eine Bergwertung der 3. Kategorie abgenommen.
|                            | Ort                  | Kilometer | Länge (km) | Höhe (m) | Ø Steigung | max. Steigung |
| -------------------------- | -------------------- | --------- | ---------- | -------- | ---------- | ------------- |
| neutralisierter Start      | Jerez de la Frontera | −8,4      |            |          |            |               |
| offizieller Start          | A-2003               | 0         |            |          |            |               |
| Bergwertung (1. Kategorie) | Puerto del Boyar     | 73,4      | 14,7       | 1108     | 5,5 %      | 10 %          |
| Zwischensprint             | Ronda (A-366)        | 119,5     |            |          |            |               |
| Bonussprint                | Ronda (A-366)        | 119,5     |            |          |            |               |
| Bergwertung (3. Kategorie) | Puerto del Viento    | 130,3     | 6,6        | 1068     | 4,3 %      |               |
| Bergwertung (3. Kategorie) | Puerto Martínez      | 160       | 3,5        | 735      | 6,3 %      |               |
| Bergwertung (3. Kategorie) | Yunquera             | 185,5     | 8,9        | 728      | 3,9 %      | 10 %          |
| Ziel                       | Yunquera             | 185,5     |            |          |            |               |

## Rennverlauf
Unmittelbar nachdem das Rennen freigegeben worden war, kam es zu den ersten Angriffen im Hauptfeld. Es dauerte jedoch rund 40 Kilometer, ehe sich 33 Fahrer entscheidend lösen konnten. Zusätzlich teilte sich das Peloton in der frühen Rennphase kurzzeitig in zwei Teile, wobei sich der Gesamtdritte João Almeida (UAE Team Emirates) in der abgehängten Gruppe befand. Die Ausreißer erreichten den Fuß des Puerto del Boyar (1108 m) mit einem Vorsprung von rund einer Minute, ehe es im Hauptfeld zu weiteren Angriffen kam. Neben Giulio Ciccone (Lidl-Trek), Max Poole (dsm-firmenich PostNL), Einer Rubio (Movistar), Michael Woods (Israel-Premier Tech) und Wout van Aert (Visma-Lease a Bike) versuchten auch Thymen Arensman (Ineos Grenadiers) und Richard Carapaz (EF Education-EasyPost) in dieser Phase die Lücke zu den Ausreißern zu schließen. Aufgrund des hohen Tempos bildete sich kurz vor der ersten Bergwertung eine neue Spitzengruppe in der mit Florian Lipowitz (Red Bull–Bora–Hansgrohe), Ben O’Connor, Clément Berthet (beide Decathlon AG2R La Mondiale), Cristián Rodríguez (Arkéa-B&B Hotels), Urko Berrade, Pablo Castrillo (beide Kern Pharma), Mauri Vansevenant (Soudal Quick-Step), Marco Frigo (Israel-Premier Tech), Jay Vine (UAE Team Emirates), Pelayo Sánchez (Movistar), Chris Harper (Jayco AlUla), Gijs Leemreize (dsm-firmenich PostNL) und Luca Vergallito (Alpecin-Deceuninck) 13 Fahrer vertreten waren. Als bestplatzierter Fahrer des Gesamtklassements wies Florian Lipowitz einen Rückstand von einer Minute und 50 Sekunden auf, wobei auch Ben O’Connor nur sechs weitere Sekunden zurücklag und somit eine Gefahr für den Gesamtführenden Primož Roglič (Red Bull–Bora–Hansgrohe) darstellte.
Pelayo Sánchez führte vor Jay Vine und Cristián Rodríguez über die Kuppe des Puerto del Boyar, ehe die Ausreißer zunächst einen Vorsprung von eineinhalb Minuten herausfuhren. In Ronda sicherte sich Ben O’Connor die meisten Zeitbonifikationen und lag somit im Gesamtklassement gleichauf mit Florian Lipowitz. Die weiteren Zeitgutschriften gingen an Cristián Rodríguez und Clément Berthet. Kurz drauf griff der Australier an und setzte sich gemeinsam mit Gijs Leemreize von den restlichen Fluchtgefährten ab. Die beiden konnten rasch einen Vorsprung von rund 30 Sekunden herausfahren, während das Hauptfeld bereits viereinhalb Minuten zurücklag. Im anschließenden Anstieg des Puerto del Viento (1068 m) zerfiel die ehemalige Spitzengruppe, wobei sich Urko Berrade, Marco Frigo und Pelayo Sánchez nun in der ersten Verfolgergruppe befanden. Ben O’Connor führte über die zweite Bergwertung des Tages, wobei sein Vorsprung gegenüber Florian Lipowitz zwischenzeitlich auf eine Minute angewachsen war. Das Hauptfeld hatte unterdessen ebenfalls an Zeit verloren und lag bereits fünfeinhalb Minuten zurück.
Rund 27 Kilometer vor dem Ziel distanzierte Ben O’Connor im Anstieg des Puerto Martínez auch Gijs Leemreize und absolvierte die verbliebene Renndistanz als Solist. Der Australier gewann die Etappe schlussendlich mit einem Vorsprung von vier Minuten und 33 Sekunden vor dem Italiener Marco Frigo. Nachdem er bereits beim Giro d’Italia und der Tour de France erfolgreich gewesen war, hatte er nun bei jeder der drei Grand Tours mindestens eine Etappe für sich entscheiden können. Im Sprint um den dritten Platz setzte sich Florian Lipowitz durch, der jedoch bereits einen Rückstand von fünf Minuten und zwölf Sekunden auf den Etappensieger aufwies. Mit einem Rückstand von sechs Minuten und 31 Sekunden führte Isaac Del Toro (UAE Team Emirates) das Hauptfeld über die Ziellinie. Adam Yates (UAE Team Emirates) kam in einer Abfahrt zu Sturz und büßte fast neun Minuten auf Ben O’Connor  ein. Der große Verlierer des Tages war jedoch der US-Amerikaner Matthew Riccitello (Israel-Premier Tech), der fast 14 Minuten verlor und vom zwölften auf den 46. Gesamtrang abrutschte.
Neben seinem Etappensieg übernahm Ben O’Connor auch die Führung in der Gesamtwertung und lag nun vier Minuten und 51 Sekunden vor Primož Roglič, der das Rote Trikot nach zwei Tagen wieder abgeben musste. Auf dem dritten Gesamtrang folgte João Almeida mit einem Rückstand von vier Minuten und 59 Sekunden. Florian Lipowitz schob sich auf den vierten Rang der Gesamtwertung und übernahm zudem die Führung in der Nachwuchswertung. In der Punktewertung und Bergwertung kam es zu keinen nennenswerten Veränderungen, da Wout van Aert (Visma-Lease a Bike) und Sylvain Moniquet (Lotto Dstny) ihre Trikots verteidigten. Aufgrund seiner langen Solo-Fahrt wurde Ben O’Connor zum aktivsten Fahrer gewählt. Zudem schob sich sein Team an die Spitze der Mannschaftswertung. Mit Rigoberto Urán (EF Education-EasyPost), Kenny Elissonde (Cofidis) und Jon Aberasturi (Euskaltel-Euskadi) geben drei Fahrer die Rundfahrt auf, womit noch 171 Fahrer im Rennen verblieben.

## Ergebnis
| \| Etappenergebnis \| Etappenergebnis \| Etappenergebnis \| Etappenergebnis \| Etappenergebnis \| \| Fahrer \| Fahrer \| Land \| Team \| Zeit \| \| --------------- \| ------------------ \| --------------- \| -------------------------- \| --------------- \| \| 1. \| Ben O’Connor \| Australien \| Decathlon-AG2R La Mondiale \| 4 h 28 min 12 s \| \| 2. \| Marco Frigo \| Italien \| Israel-Premier Tech \| + 4 min 33 s \| \| 3. \| Florian Lipowitz \| Deutschland \| Red Bull-Bora-Hansgrohe \| + 5 min 12 s \| \| 4. \| Clément Berthet \| Frankreich \| Decathlon-AG2R La Mondiale \| + 5 min 12 s \| \| 5. \| Cristian Rodríguez \| Spanien \| Arkéa-B&B Hotels \| + 5 min 12 s \| \| 6. \| Gijs Leemreize \| Niederlande \| Team dsm-firmenich PostNL \| + 5 min 12 s \| \| 7. \| Mauri Vansevenant \| Belgien \| Soudal Quick-Step \| + 5 min 35 s \| \| 8. \| Urko Berrade \| Spanien \| Equipo Kern Pharma \| + 6 min 02 s \| \| 9. \| Isaac Del Toro \| Mexiko \| UAE Team Emirates \| + 6 min 31 s \| \| 10. \| David Gaudu \| Frankreich \| Groupama-FDJ \| + 6 min 31 s \| |                    |             |                            |                 |
| |                    |             |                            |                 |
| Quelle: ProCyclingStats |                    |             |                            |                 |
| Etappenergebnis |                    |             |                            |                 |
| Fahrer | Fahrer             | Land        | Team                       | Zeit            |
| 1. | Ben O’Connor       | Australien  | Decathlon-AG2R La Mondiale | 4 h 28 min 12 s |
| 2. | Marco Frigo        | Italien     | Israel-Premier Tech        | + 4 min 33 s    |
| 3. | Florian Lipowitz   | Deutschland | Red Bull-Bora-Hansgrohe    | + 5 min 12 s    |
| 4. | Clément Berthet    | Frankreich  | Decathlon-AG2R La Mondiale | + 5 min 12 s    |
| 5. | Cristian Rodríguez | Spanien     | Arkéa-B&B Hotels           | + 5 min 12 s    |
| 6. | Gijs Leemreize     | Niederlande | Team dsm-firmenich PostNL  | + 5 min 12 s    |
| 7. | Mauri Vansevenant  | Belgien     | Soudal Quick-Step          | + 5 min 35 s    |
| 8. | Urko Berrade       | Spanien     | Equipo Kern Pharma         | + 6 min 02 s    |
| 9. | Isaac Del Toro     | Mexiko      | UAE Team Emirates          | + 6 min 31 s    |
| 10. | David Gaudu        | Frankreich  | Groupama-FDJ               | + 6 min 31 s    |

## Gesamtstände
| \| Gesamtwertung \| Gesamtwertung \| Gesamtwertung \| Gesamtwertung \| Gesamtwertung \| \| Fahrer \| Fahrer \| Land \| Team \| Zeit \| \| ------------- \| ------------------- \| ------------- \| -------------------------- \| ---------------- \| \| 1. \| Ben O’Connor \| Australien \| Decathlon-AG2R La Mondiale \| 23 h 28 min 28 s \| \| 2. \| Primož Roglič \| Slowenien \| Red Bull-Bora-Hansgrohe \| + 4 min 51 s \| \| 3. \| João Almeida \| Portugal \| UAE Team Emirates \| + 4 min 59 s \| \| 4. \| Florian Lipowitz \| Deutschland \| Red Bull-Bora-Hansgrohe \| + 5 min 18 s \| \| 5. \| Enric Mas \| Spanien \| Movistar Team \| + 5 min 23 s \| \| 6. \| Cristian Rodríguez \| Spanien \| Arkéa-B&B Hotels \| + 5 min 26 s \| \| 7. \| Antonio Tiberi \| Italien \| Bahrain Victorious \| + 5 min 29 s \| \| 8. \| Lennert Van Eetvelt \| Belgien \| Lotto Dstny \| + 5 min 32 s \| \| 9. \| Felix Gall \| Österreich \| Decathlon-AG2R La Mondiale \| + 5 min 38 s \| \| 10. \| Mattias Skjelmose \| Dänemark \| Lidl-Trek \| + 5 min 49 s \| |                     |             |                            |                  |
| |                     |             |                            |                  |
| Quelle: ProCyclingStats |                     |             |                            |                  |
| Gesamtwertung |                     |             |                            |                  |
| Fahrer | Fahrer              | Land        | Team                       | Zeit             |
| 1. | Ben O’Connor        | Australien  | Decathlon-AG2R La Mondiale | 23 h 28 min 28 s |
| 2. | Primož Roglič       | Slowenien   | Red Bull-Bora-Hansgrohe    | + 4 min 51 s     |
| 3. | João Almeida        | Portugal    | UAE Team Emirates          | + 4 min 59 s     |
| 4. | Florian Lipowitz    | Deutschland | Red Bull-Bora-Hansgrohe    | + 5 min 18 s     |
| 5. | Enric Mas           | Spanien     | Movistar Team              | + 5 min 23 s     |
| 6. | Cristian Rodríguez  | Spanien     | Arkéa-B&B Hotels           | + 5 min 26 s     |
| 7. | Antonio Tiberi      | Italien     | Bahrain Victorious         | + 5 min 29 s     |
| 8. | Lennert Van Eetvelt | Belgien     | Lotto Dstny                | + 5 min 32 s     |
| 9. | Felix Gall          | Österreich  | Decathlon-AG2R La Mondiale | + 5 min 38 s     |
| 10. | Mattias Skjelmose   | Dänemark    | Lidl-Trek                  | + 5 min 49 s     |

| Punktewertung | Punktewertung       | Punktewertung | Punktewertung              | Punktewertung |
| Fahrer        | Fahrer              | Land          | Team                       | Punkte        |
| ------------- | ------------------- | ------------- | -------------------------- | ------------- |
| 1.            | Wout van Aert       | Belgien       | Team Visma \| Lease a Bike | 158 P.        |
| 2.            | Kaden Groves        | Australien    | Alpecin-Deceuninck         | 145 P.        |
| 3.            | Pavel Bittner       | Tschechien    | Team dsm-firmenich PostNL  | 81 P.         |
| 4.            | Ben O’Connor        | Australien    | Decathlon-AG2R La Mondiale | 50 P.         |
| 5.            | Corbin Strong       | Neuseeland    | Israel-Premier Tech        | 49 P.         |
| 6.            | Luis Ángel Maté     | Spanien       | Euskaltel-Euskadi          | 35 P.         |
| 7.            | Cristian Rodríguez  | Spanien       | Arkéa-B&B Hotels           | 34 P.         |
| 8.            | Clément Berthet     | Frankreich    | Decathlon-AG2R La Mondiale | 34 P.         |
| 9.            | Ibon Ruiz           | Spanien       | Equipo Kern Pharma         | 34 P.         |
| 10.           | Lennert Van Eetvelt | Belgien       | Lotto Dstny                | 33 P.         |

| Bergwertung | Bergwertung         | Bergwertung | Bergwertung                | Bergwertung |
| Fahrer      | Fahrer              | Land        | Team                       | Punkte      |
| ----------- | ------------------- | ----------- | -------------------------- | ----------- |
| 1.          | Sylvain Moniquet    | Belgien     | Lotto Dstny                | 16 P.       |
| 2.          | Filippo Zana        | Italien     | Team Jayco AlUla           | 11 P.       |
| 3.          | Primož Roglič       | Slowenien   | Red Bull-Bora-Hansgrohe    | 10 P.       |
| 4.          | Pelayo Sánchez      | Spanien     | Movistar Team              | 10 P.       |
| 5.          | Luis Ángel Maté     | Spanien     | Euskaltel-Euskadi          | 9 P.        |
| 6.          | Ben O’Connor        | Australien  | Decathlon-AG2R La Mondiale | 9 P.        |
| 7.          | Bruno Armirail      | Frankreich  | Decathlon-AG2R La Mondiale | 7 P.        |
| 8.          | Lennert Van Eetvelt | Belgien     | Lotto Dstny                | 6 P.        |
| 9.          | Jay Vine            | Australien  | UAE Team Emirates          | 6 P.        |
| 10.         | Marco Frigo         | Italien     | Israel-Premier Tech        | 5 P.        |

| Nachwuchswertung | Nachwuchswertung    | Nachwuchswertung       | Nachwuchswertung           | Nachwuchswertung |
| Fahrer           | Fahrer              | Land                   | Team                       | Zeit             |
| ---------------- | ------------------- | ---------------------- | -------------------------- | ---------------- |
| 1.               | Florian Lipowitz    | Deutschland            | Red Bull-Bora-Hansgrohe    | 23 h 33 min 46 s |
| 2.               | Antonio Tiberi      | Italien                | Bahrain Victorious         | + 11 s           |
| 3.               | Lennert Van Eetvelt | Belgien                | Lotto Dstny                | + 14 s           |
| 4.               | Mattias Skjelmose   | Dänemark               | Lidl-Trek                  | + 31 s           |
| 5.               | Isaac Del Toro      | Mexiko                 | UAE Team Emirates          | + 59 s           |
| 6.               | Carlos Rodríguez    | Spanien                | Ineos Grenadiers           | + 1 min 03 s     |
| 7.               | Cian Uijtdebroeks   | Belgien                | Team Visma \| Lease a Bike | + 1 min 49 s     |
| 8.               | Thymen Arensman     | Niederlande            | Ineos Grenadiers           | + 2 min 30 s     |
| 9.               | Max Poole           | Vereinigtes Königreich | Team dsm-firmenich PostNL  | + 3 min 46 s     |
| 10.              | Mauri Vansevenant   | Belgien                | Soudal Quick-Step          | + 4 min 57 s     |

| Mannschaftswertung | Mannschaftswertung         | Mannschaftswertung           | Mannschaftswertung |
| Team               | Team                       | Land                         | Zeit               |
| ------------------ | -------------------------- | ---------------------------- | ------------------ |
| 1.                 | Decathlon-AG2R La Mondiale | Frankreich                   | 70 h 36 min 30 s   |
| 2.                 | UAE Team Emirates          | Vereinigte Arabische Emirate | + 5 min 08 s       |
| 3.                 | Red Bull-Bora-Hansgrohe    | Deutschland                  | + 5 min 08 s       |
| 4.                 | Israel-Premier Tech        | Israel                       | + 7 min 46 s       |
| 5.                 | Movistar Team              | Spanien                      | + 8 min 15 s       |
| 6.                 | Bahrain Victorious         | Bahrain                      | + 10 min 02 s      |
| 7.                 | Ineos Grenadiers           | Vereinigtes Königreich       | + 10 min 30 s      |
| 8.                 | Groupama-FDJ               | Frankreich                   | + 12 min 50 s      |
| 9.                 | Team Visma \| Lease a Bike | Niederlande                  | + 14 min 38 s      |
| 10.                | Soudal Quick-Step          | Belgien                      | + 14 min 49 s      |

## Ausgeschiedene Fahrer
- Rigoberto Urán (EF Education-EasyPost) gab die Rundfahrt nach einem Sturz auf, bei dem er sich eine Hüftfraktur zuzog
- Kenny Elissonde (Cofidis) gab die Rundfahrt auf
- Jon Aberasturi (Euskaltel-Euskadi) gab die Rundfahrt auf[4]